# Grau de escolaridade
Grau de escolaridade é, por definição, o cumprimento de um determinado ciclo de estudos. Se um indivíduo completou todos os anos de um ciclo e for aprovado, diz-se que este obteve o grau de escolaridade do ciclo em questão. Desse modo, o aprovado no último nível do ensino fundamental, obtém a escolaridade do ensino fundamental.

## Definição no Brasil
A Lei de Diretrizes e Bases da Educação Nacional (LDBEN), em seu artigo 21, define o termo "escolaridade" no Título 5, Capítulo I: "Composição dos Níveis Escolares", referindo:
"Art. 21. A educação escolar compõe-se de:
I - educação básica, formada pela educação infantil, ensino fundamental e ensino médio;
II - educação superior."
As três primeiras escolaridades são englobadas em uma educação chamada básica, pois, o Art. 22 afirma que "a educação básica tem por finalidades desenvolver o educando, assegurar-lhe a formação comum indispensável para o exercício da cidadania e fornecer-lhe meios para progredir no trabalho e em estudos posteriores".
A educação superior não é fragmentada como a educação básica, pois, o Art. 43 diz que a educação superior tem por objetivo:
"I - estimular a criação cultural e o desenvolvimento do espírito científico e do pensamento reflexivo;
II - formar diplomados nas diferentes áreas de conhecimento, aptos para a inserção em setores profissionais e para a participação no desenvolvimento da sociedade brasileira, e colaborar na sua formação contínua;
III - incentivar o trabalho de pesquisa e investigação científica, visando o desenvolvimento da ciência e da tecnologia e da criação e difusão da cultura, e, desse modo, desenvolver o entendimento do homem e do meio em que vive;
IV - promover a divulgação de conhecimentos culturais, científicos e técnicos que constituem patrimônio da humanidade e comunicar o saber através do ensino, de publicações ou de outras formas de comunicação;
V - suscitar o desejo permanente de aperfeiçoamento cultural e profissional e possibilitar a correspondente concretização, integrando os conhecimentos que vão sendo adquiridos numa estrutura intelectual sistematizadora do conhecimento de cada geração;
VI - estimular o conhecimento dos problemas do mundo presente, em particular os nacionais e regionais, prestar serviços especializados à comunidade e estabelecer com esta uma relação de reciprocidade;
VII - promover a extensão, aberta à participação da população, visando à difusão das conquistas e benefícios resultantes da criação cultural e da pesquisa científica e tecnológica geradas na instituição."
Esta legislação compreende que a missão do ensino superior é cumprida por completo já na graduação. O Art. 44 completa referindo que os cursos de pós-graduação estão inclusos dentro da definição de "ensino superior".

## Definição em Portugal
A lei brasileira foi influenciada ou provavelmente tomou como base as definições de outros países, como os Estados Unidos da América e a Inglaterra, sendo muito parecida com a de Portugal.
A legislação portuguesa, a Lei nº 46/86 de 14 de outubro, refere, no Capítulo 2, Artigo 4º:
"3 – A educação escolar compreende os ensinos básico, secundário e superior, integra modalidades especiais e inclui actividades de ocupação de tempos livres."

## Pós-graduações no Brasil
Encontram-se por vezes referências a um 4º, 5º e 6º graus no Brasil. Também é comum que algumas pessoas afirmem que a pós-graduação, seja ela residência, especialização, mestrado, doutorado ou pós-doutorado, é uma escolaridade. Pela LDBEN, o grau máximo de escolaridade é o ensino superior, inexistindo os 4º, 5º ou 6º graus. Isso porque a graduação dá ao estudante que completa o ciclo ou grau de ensino superior, quer como licenciado, bacharelado ou Tecnólogo. O estudante que obtém a licenciatura não obtém um novo grau ao estudar mais um ano para obter o bacharelado. Os graus de licenciado, bacharel e Tecnólogo são na verdade especificações dentro do ensino superior, assim como os residentes e especialistas não são mais ou menos graduados.
A pós-graduação é vista pela Lei brasileira como a continuidade dos objetivos maiores da escolaridade assim chamada ensino superior. Ela afunila os caminhos possíveis, e por vezes traz habilitações mistas entre diversas áreas sem que o estudante precise cursar uma nova graduação.